# Jan Bernard z Fünfkirchenu (1644–1700)
Jan Bernard z Fünfkirchenu (německy Johann Bernhard von Fünfkirchen, 1644 – 2./12. března 1700, Vídeň) byl hrabě z Fünfkirchenu v Dolním Rakousku, pán na Steinbrunnu a Matzenu.

## Život
Narodil se jako třetí syn Jana Zikmunda z Fünfkirchenu (1605–1650) a jeho manželky Anny Polyxeny Alžběty svobodné paní z Scharffenbergu (1617–1658), dcery Gottharda z Scharffenbergu (1584–1634) a Anny Zuzany z Kielmanseggu (1596–1642). Měl bratry Jana Karla (1630–1694), Jana Arnošta (1634–1694) a sestru Marii Alžbětu (1645–1682), provdanou v roce 1672 za hraběte Jana Ferdinanda ze Saalburgu († 1723). 
Jeho otec v letech 1627 až 1629 sloužil jako člen osobní stráže knížete Bedřicha Jindřicha Oranžského a později se stal katolíkem. Jeho matka se podruhé provdala za svobodného pána Adolfa Viléma z Krosigku († 1657).
Jan Bernard byl jmenovcem svého dědečka, protestantského politika Jana Bernarda svobodného pána z Fünfkirchenu (1560–1626) a jeho manželky Barbory z Teufenbach-Mayerhofenu. Za panování císaře Rudolfa II. v roce 1602 byl Jan Bernard starší povýšen do panského stavu, v roce 1618 však byl za podporu povstání českých protestantských stavů proti katolickému panovníkovi a jako přímý účastník pražské defenestrace, po bitvě na Bílé hoře odsouzen k trestu smrti za velezradu a jeho majetek byl zabaven. Na přímluvu svého švagra, císařského generála Rudolfa z Teuffenbachu, udělil císař Janu Bernardovi milost a jeho trest byl 21. srpna 1621 zmírněn na doživotní vězení. Zemřel ve vazbě v pevnosti Zbiroh v Čechách. 

Jan Bernard byl 17. března 1698 císařem Leopoldem I. povýšen do hraběcího stavu a koupil palác na Beckerstrasse ve Vídni.
Panství Matzen zdědila jeho dcera Marie Terezie, provdaná hraběnka Kinská. Panství Steinbrunn, Chlumec a hraběcí titul získal jeho synovec Jan Leopold Arnošt z Fünfkirchenu (1665–1730), syn jeho bratra svobodného pána Jana Arnošta z Fünfkirchenu (1634–1694).

Rod Fünfkirchenů vymřel v mužské linii v roce 1970 hrabětem Hansem z Fünfkirchenu (1889–1970) a zámek byl prodán.

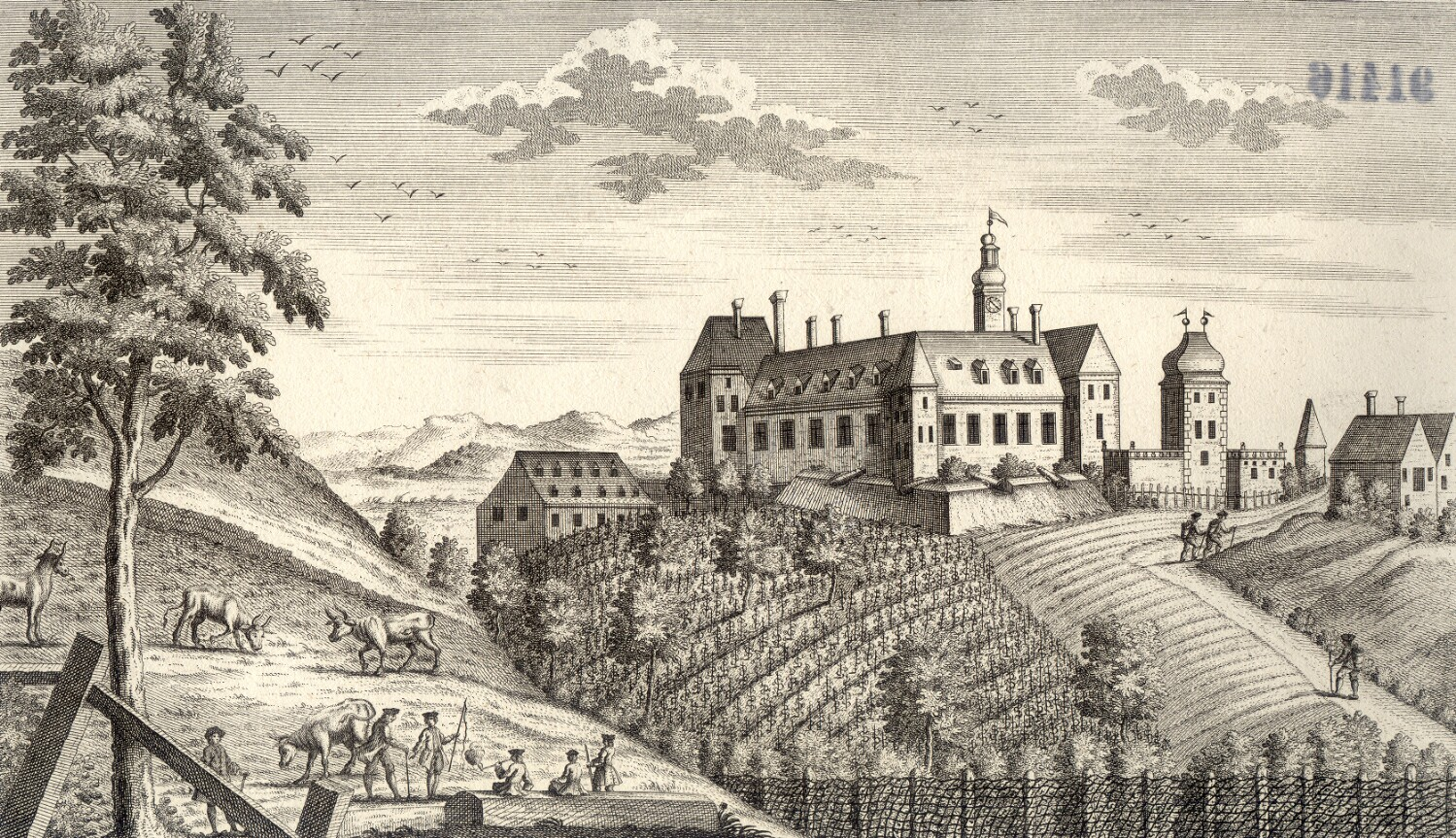
Zámek Fünfkirchen, rodové sídlo od roku 1603 do roku 1970
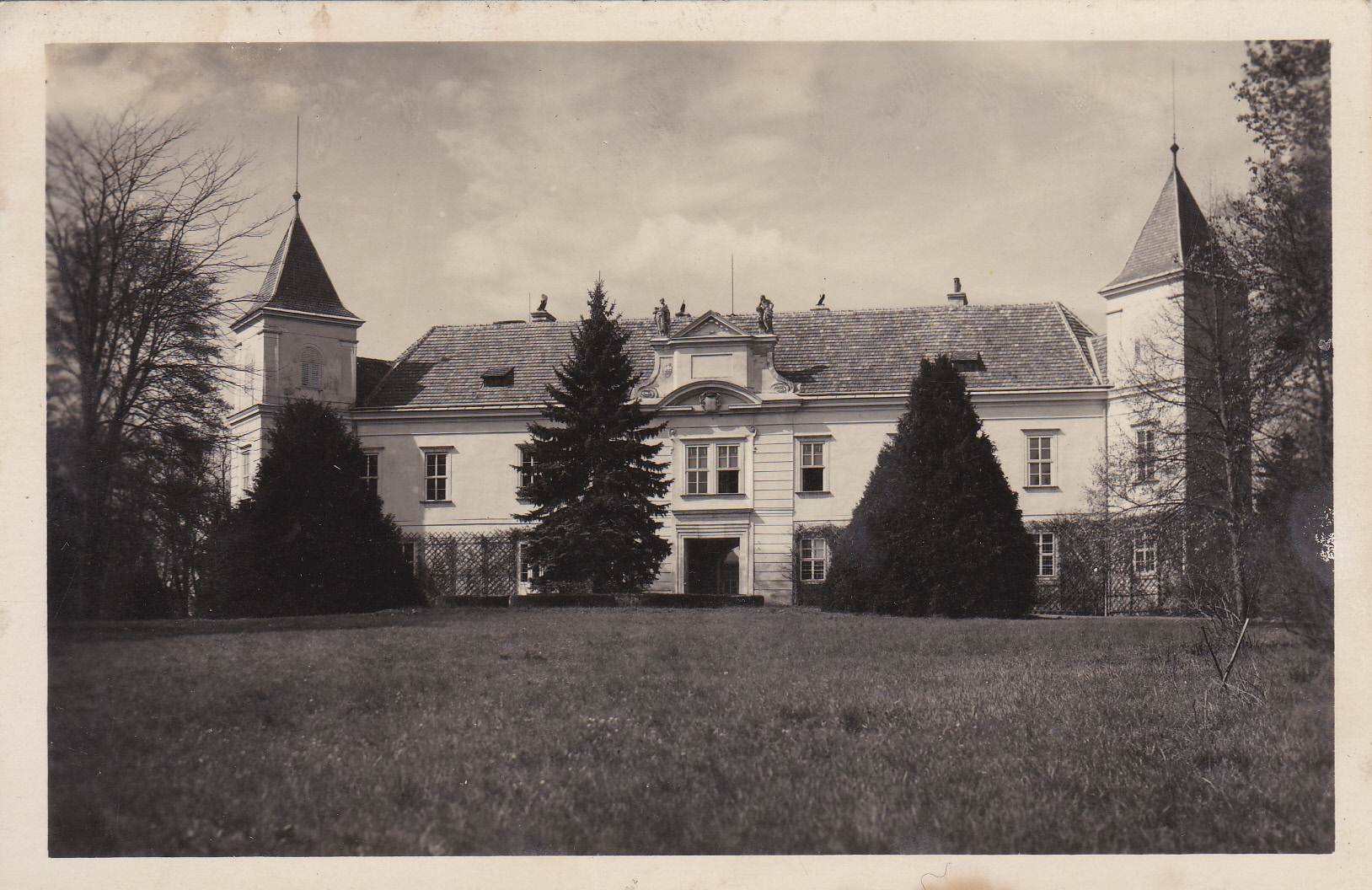
Zámek Fünfkirchen nebo zámek Steinebrunn kolem roku 1925

### Manželství a potomstvo
Jan Bernard z Fünfkirchenu se 12. března 1668 oženil s hraběnkou Žofií Alžbětou z Hohenfeldu (* 1639 – 30. srpna 1684), dcerou hraběte Ferdinanda z Hohenfeldu (1612–1675) a Johany Engelburgy z Gery (okolo 1607–1679). Manželé měli dvě dcery:  
- Marie Terezie z Fünfkirchenu (10. června 1675 – 17. srpna 1729, Vídeň), provdaná poprvé od roku 1700 za hraběte Jana Jáchyma z Althanu (1663 – 3. února 1702), podruhé od roku 1706 za politika a dipolomata hraběte Františka Ferdinanda Kinského z Vchynic a Tetova (1678 – 12. září 1741)
- Anna Marie Karolína Alžběta z Fünfkirchenu (asi 1676, Vídeň – 21. července 1711, Vídeň), provdaná 6. ledna 1698 ve Vídni za hraběte Gotarda Jindřicha ze Saalburgu (29. října 1639, Linec – 30. července 1707, Vídeň)